# Rudy Rów (koło Zwartowa)
Rudy Rów – rów wodny, lewobrzeżny dopływ Parsęty, na Pojezierzu Drawskim, w woj. zachodniopomorskim, w gminie Barwice.
Rów ma początek na obszarze na północ od wsi Łęknica, skąd biegnie na północ. Od terenu między wsią Kaźmierzewo a Sulikowo skręca w kierunku północno-wschodnim. Następnie łączy się z innym ciekiem wodnym i uchodzi dalej do Parsęty, od jej lewego brzegu, na zachód od osady Zwartowo.
Obszar leśny gdzie wiedzie ujściowy odcinek Rudego Rowu został objęty obszarem ochrony siedlisk "Dorzecze Parsęty".
Nazwę Rudy Rów wprowadzono urzędowo w 1950 roku, zastępując poprzednią niemiecką nazwę – Rotsolk Graben. 
Na Mapie Hydrograficznego Podziału Polski pod nazwą Rudy Rów został oznaczony sąsiedni (na wschód) ciek wodny wodny, biegnący spod wsi Ostrowąsy, dalej między Gardzką Górą (142,9 m n.p.m.) i Kruczą Górą (114,2 m n.p.m.). Oba cieki łączą się ze sobą ok. 400 metrów od ujścia do Parsęty. Na niemieckiej mapie z 1935 roku ciek ten występuje pod nazwą Keller-Bach.
Nazwę Rudy Rów nosi także sąsiedni rów (położony na zachód od niego), który uchodzi do Parsęty w okolicy osady Jagielnik.